# David Packard
David Packard   (Pueblo, 7 de setembre de 1912 - Stanford, 26 de març de 1996) fou enginyer elèctric i cofundador, amb William Hewlett, de Hewlett-Packard (1939), fent-hi de president (1947–64), CEO (1964–68), i President del Consell (1964–68, 1972–93). Fou vicesecretari de Defensa dels Estats Units entre 1969 i 1971 durant l'administració Nixon. Packard va rebre la Medalla Presidencial de la Llibertat el 1988 i va destacar per nombroses innovacions tecnològiques i aportacions filantròpiques.

## Biografia
David Packard va néixer a Pueblo (Colorado). A l'institut ja va mostra interès en ciència, enginyeria, esports i lideratge. El seu pare era procurador. Es va llicenciar a Stanford el 1934, destacant en futbol i bàsquet i participant en societats del campus. A Stanford va conèixer dues de les persones més importants de la seva vida: Lucile Salter i Bill Hewlett. Packard va assistir durant poc temps a la Universitat de Colorado a Boulder, però va plegar per treballar a la General Electric a Schenectady, Nova York. El 1938, va tornar a Stanford, i va obtenir un màster en enginyeria elèctrica el mateix any. També el 1938 es va casar amb Lucile Salter, amb qui va tenir quatre fills: David, Nancy, Susan, i Julie. Lucile Packard va morir el 1987.

## Hewlett-Packard
El 1939, Packard i Hewlett van fundar Hewlett-Packard (HP) al garatge de Packard amb una inversió inicial de 538 dòlars (aproximadament, el 2015 serien uns $9.000). Packard explica al seu llibre The HP Way que el nom Hewlett-Packard es va decidir a cara o creu: va sortir HP, en comptes de PH. El seu primer producte va ser un oscil·lador d'audiofreqüència que van vendre als estudis de Walt Disney per a fer la banda sonora de Fantasia. La HP Way descriu la filosofia de gestió d'HP que fomenta la creativitat i evita la jerarquia i la formalitat tradicionals de les empreses. Durant la Segona Guerra Mundial HP va produir dispositius de ràdio, sònar, radar, navegació, i aviació.
A l'empresa, Packard va demostrar ser un administrador expert, i Hewlett va idear moltes innovacions tècniques. HP va convertir-se en el principal productor mundial d'aparells de mesura electrònics. També continua sent un gran productor de calculadores, ordinadors, i impressores làser i d'injecció.
HP es va convertir en societat anònima el 1947, i Packard en va ser el primer president, fins al 1964; llavors va ser nomenat Executiu en Cap i President del Consell, mantenint aquests càrrecs fins al 1968. Va plegar d'HP el 1969 per treballar a l'administració Nixon fins al 1971, quan va tornar a HP i va recuperar el càrrec de President del Consell, mantenint-lo entre 1972 i 1993. El 1991, Packard va dirigir una reorganització important a HP. Es va retirar d'HP el 1993. En el moment de la seva mort, la seva participació en l'empresa valia més de 1.000 milions de dòlars.

## Feina al Departament de Defensa
En assumir la presidència el 1969, el president Richard Nixon va nomenar Packard vicesecretari de Defensa, per sota del secretari de Defensa Melvin Laird. Packard va dimitir el desembre de 1971 i va tornar a Hewlett-Packard el 1972 com a President del Consell.
Mentre va estar-se al departament de Defensa (DoD), va aportar conceptes de gestió de recursos utilitzats als negocis al camp militar, a més de crear el Defense Systems Management College. El 1970, Packard va emetre un comunicat que contenia un grup de reformes dissenyades per afrontar "l'embolic real que tenim a les mans". Una reforma clau va ser l'eliminació del sistema d'adquisicions que havia establert Robert MacNamara, l'anterior secretari de Defensa, excepte en situacions poc freqüents.
Cap al final de la seva època al DoD, Packard va escriure el "Packard Memo" o "Ús de Recursos Militars en Cas de Disturbis Civils". Promulgada el febrer de 1972, la llei descrivia excepcions a una llei de 1878 que limitava la capacitat del govern federal per utilitzar els militars per mantenir la llei.
Segons Lindorff, aquestes excepcions recuperen a la pràctica la possibilitat d'establir la llei marcial als Estats Units, que estava prohibida des de 1878.
Durant les dècades de 1970 i 1980, Packard fou un important conseller de la Casa Blanca sobre adquisicions i gestió en defensa. Va ser president del The Business Council els anys 1973 i 1974. Entre 1985 i 1986, va presidir la Packard Commission.

## Internet
Packard va ordenar el registre del nom de domini "HP.com" el 3 de març de 1986, convertint-se en un dels primers que es va registrar.

## Filantropia
Des de principis de la dècada de 1980 fins a la seva mort el 1996, Packard va dedicar bona part del seu temps i diners a projectes filantròpics. Esperonat per les seves filles Nancy Packard Burnett i Julie Packard, el 1978 Dave i Lucile Packard van crear la Fundació del Monterey Bay Aquarium. Al final van donar 55 milions de dòlars per la construcció del nou aquàrium, que va obrir el 1984 amb Julie Packard de directora executiva. El 1987, Packard va donar 13 milions de dòlars per crear l'Institut de Recerca del Monterey Bay Aquarium, i la Fundació David and Lucile Packard ha cobert des de llavors el 90% del pressupost de l'Institut.
El 1964, va fundar amb la seva dona la David and Lucile Packard Foundation. El 1986, van donar 40 milions de dòlars per construir l'Hospital Infantil Lucile Packard a la Universitat Stanford; el nou hospital va obrir el juny de 1991. Packard i Hewlett van donar entre els dos 77 milions de dòlars a Stanford l'any 1994, i la universitat va donar el nom de David Packard a l'edifici d'Enginyeria Elèctrica per honorar-lo. L'edifici està al costat del William Hewlett Teaching Center.
Va morir el 26 de març de 1996 als 83 anys a Stanford (Califòrnia), deixant aproximadament 4.000 milions de dòlars (la major part del seu patrimoni) a la Fundació David and Lucile Packard. Les tres filles són de la junta de la Fundació. David Packard, el fill, és actualment president del Packard Humanities Institute.